# Quermesita
La quermesita (del persa qurmizg, vermell fosc) és un mineral d'antimoni escàs i que s'acostuma a confondre amb el cinabri o el realgar, però que es pot diferenciar d'aquests pel color de la ratlla i la densitat. És molt fràgil i es pot trencar amb molta facilitat.
Segons la classificació de Nickel-Strunz, la quermesita pertany a «02.FD - Sulfurs d'arsènic amb O, OH, H₂O» juntament amb els següents minerals: viaeneïta, erdita, coyoteïta, haapalaïta, val·leriïta, yushkinita, tochilinita, wilhelmramsayita, vyalsovita i bazhenovita.
Als territoris de parla catalana ha estat descrita a la Collada Verda (Pardines, Ripollès) i a Mas de la Guardia (Oms, Rosselló).